# ザニー
ザニー (ZANNY) は、「ガンダムシリーズ」のうち宇宙世紀を舞台とする作品に登場する架空の兵器。有人操縦式の人型機動兵器「モビルスーツ (MS)」のひとつ。初出は、ピピンアットマーク用ゲーム『GUNDAM TACTICS MOBILITY FLEET0079』。
地球連邦軍が運用する機体で、のちの連邦軍の量産型MSであるジムと、敵側勢力であるジオン公国軍のザクの両方の特徴を併せもったデザインとなっている。

## 設定の経緯
『GUNDAM TACTICS』プロデューサーの山口柾武によれば、ジムの開発は一年戦争の終盤である宇宙世紀0079年11月頃であり、初期の宇宙での戦闘でボールだけというのは（ゲームとして）あまりにも厳しいため便宜的に、ザクを回収して臨時兵器として運用していたらどうかとサンライズに打診し、大河原邦男と話し合いながら設定したという。

## 設定解説
地球連邦軍によって試作された最初期のMSである本機の開発経緯には、2つの説が挙げられる。
1. 自前のMSを開発できなかった時期の連邦軍が、鹵獲したザクを改装して造り上げたもの。そのため、機体各部にザクとの共通点が見られる[2]。
2. V作戦におけるRXタイプとは別の経路で開発が計画され、月のグラナダのジオニック社から極秘裏にMSのパーツを入手し、完成させたもの。そのため、動力パイプなどにザクとの共通点が見られる[3]。

どちらの説にせよ、豊富な予算を投入して開発されたRXタイプと違って予算不足や連邦軍のMSに関する技術不足もあり、中途半端な設計となってしまっている。操作性が悪いうえに故障率も高く試験中に大破し、演習中に作動不良を発生させた機体もあったとされる。
連邦軍がMS用に開発している駆動系であるフィールド・モーターの試験的技術が用いられており、アンダーグラウンド・ソナーによる音紋解析ではザクとは異なる音が混じる。また、マニピュレーターはのちの連邦系MSと異なり3本指である。
武装は、頭部に60mmバルカン砲2門、携行武装として120mm低反動キャノン砲を有する。120mm低反動キャノン砲は、ボールかガンタンクのものの改修版である（むしろ、ザニーと共に開発された砲がボールやガンタンクに使われた）。なお、対MS戦闘はあまり考慮されておらず白兵戦装備はない。また、ザクがベースとなっているため、出力の問題からビーム兵器の使用もできない。
機体自体はザクと同程度の性能を有していたと言われるが、上記の理由から正式採用はされなかった。だが、初期の連邦軍のMSパイロットの育成には役立っている。

## 作中での活躍

### ゲーム
『GUNDAM TACTICS MOBILITY FLEET0079』
本作が初出。追加ユニットとしてゲーム内スコア数値や進行度合いによって補充され、プレイヤーの選択次第で実戦に投入される。
『SDガンダム GGENERATION』シリーズ
初期生産可能ユニットとして登場。
『ガンダムネットワークオペレーション』シリーズ
地球連邦軍の初期生産可能ユニットとして登場。
『機動戦士ガンダム バトルオペレーション Code Fairy』『機動戦士ガンダム バトルオペレーション2』
「ザニー［地上仕様］」が登場。北米戦線に試験的に投入された機体で、のちに陸戦型ガンダムなどが携行する180ミリキャノンが先行配備されており、その火力はあなどれない。マニピュレーターが3本指から5本指に変更されているが、それ以外は外観やカラーリングに変更はない。ジム系MSが本格配備される頃には、戦場から姿を消している。なお、開発経緯は上記2.の設定をもとにしている。

### 漫画
『機動戦士ガンダム戦記 Lost War Chronicles 完全版』
ジャブローの連邦軍基地内で、MSの操縦訓練に使用されている（訓練兵の中にマット・ヒーリィを含む）。
『機動戦士ガンダム MSV-R 宇宙世紀英雄伝説 虹霓のシン・マツナガ』
連邦軍の練習機として登場。「不死身の第四小隊」となる以前のサウス・バニングやベルナルド・モンシアらが、本機で訓練を行っている。

## 『機動戦士ガンダム サンダーボルト』におけるザニー
漫画・アニメ『機動戦士ガンダム サンダーボルト』では、地球連邦軍の軍閥である「南洋同盟」によって運用されている（型式番号：RRf-06）。
一年戦争の終結直後に掃海艇に搭載され、ボール（作業用）とともに宇宙で戦闘の犠牲者や破棄された機体の回収を担当する。また、地上では戦力として多数配備されている。なお、アニメ版では以下の通り名称や設定などが変更されている。

### ダーレ
DAHLE
アニメ『機動戦士ガンダム サンダーボルト』に登場（型式番号：SRf-06）。
経済力や軍事技術に乏しい南洋同盟が、大量に回収した破棄MSのパーツを継ぎ接ぎする形で開発した汎用MS。武装はグレネード・ランチャー付きマシンガンやザク・バズーカ、近接戦闘用にビーム・サーベルやヒート・ホークを携行する。シールドは連邦軍の標準モデル（ジムと同型）を装備。性能は決して高くなく、パイロットの練度も低いが、死をもいとわない僧侶の搭乗により、時には歴戦のパイロットを圧倒することもある。塗装は、トリントン基地のジム改などと同様のデザート・ピンクとダーク・ブルーを基調とする。